# ゼラス (駆逐艦)
「ゼラス (HMS Zealous)」はイギリス海軍の駆逐艦。Z級。後にイスラエルの駆逐艦「エイラート」となった。

## 艦歴
1942年2月10日発注。同年5月5日、キャメル・レアード社バーケンヘッド造船所で起工。1944年2月28日に進水し、同年10月9日に竣工。ペナントナンバーR39を付与された。
本国艦隊の第2駆逐艦戦隊 (2nd Destroyer Flotilla) に編入。1944年11月20日、ノルウェー沿岸水域を通るドイツ船に対する攻撃の一部として「ゼラス」は駆逐艦「オンスロート」、「スコーピオン」、「スカージ」、軽巡洋艦「ダイアデム」とともに、その搭載機がハウゲスン沖へ機雷を敷設する護衛空母「プレミア」と「パーシュアー」を護衛した。1944年7-14日、「ゼラス」は空母「インプラカブル」、護衛空母「プレミア」、「トランペッター」が参加する別のノルウェー沖での対商船作戦、アーベイン作戦 (OperaUrbanetion) に参加。12月14日に「ゼラス」を含む部隊の一部をドイツの索敵機は発見し、ドイツ軍は雷撃機30機の攻撃隊を発進させたもののイギリス軍部隊を発見できずに終わった。
1945年2月6日、「ゼラス」はJW64船団の近接護衛部隊に加わった。ドイツ軍は潜水艦をベア島付近とコラ湾沖に展開させ、また船団に対する空襲を行ったが、護衛のコルベット「デンビーキャッスル」が失われたのみで、商船の被害はなかった。2月14日、「ゼラス」と駆逐艦「ザンベジ」、「ゼスト」、「スー」はノルウェーのSørøya島の住民を救出するため船団より分離された。4隻はノルウェー人525人を救助した。2月16日、イギリスとソ連艦艇によるコラ湾外のドイツ潜水艦を追い払う作戦に参加。2月17日、「ゼラス」などを近接護衛とする船団は出航した。
1945年4月5日、ノルウェーのJøssingfjordに入る船団に対する攻撃に参加。商船1隻が沈められ、2隻が損傷させられた。4月18日、「ゼラス」はJW66船団の護衛に加わった。船団は4月25日にコラ湾に着いた。4月29日には復航のRA66船団の護衛として出航。5月5日に船団より離れた。ヨーロッパでの戦争終結後の5月9日、「ゼラス」と軽巡洋艦「バーミンガム」、ダイドー、駆逐艦「ゼファー」、「ゼスト」、「ゾディアック」はコペンハーゲンの解放を支援した。それから、「ゼラス」と「ゾディアック」はキールでの占領任務に向かった。
1945年7月からデボンポートで修理。同年10月から1946年8月まで本国艦隊の第2駆逐艦戦隊に属した。1945年11月から12月は北ドイツの港での占領任務に従事。1947年から1950年まではデボンポートで予備役に置かれる。1950年から1951年、カーディフで修理。1953年はリヴァプールのハーランド・アンド・ウルフ社で修理。1953年から1954年はPenarthで予備役に置かれた。
1955年に「ゼラス」はイスラエルに売却され、「エイラート」となった。